# Harold Cassels
Harold Kennedy Cassels (Langzhong, 4 november 1898 - Taunton, 23 januari 1975) was een Brits hockeyer. 
Cassels zijn ouders waren zendeling en daarom werd Cassels geboren in China.
Met de Britse ploeg won Cassels de olympische gouden medaille in 1920. 

## Resultaten
- 1920  Olympische Zomerspelen in Antwerpen